# Сапожнин, Владимир Владимирович
Владимир Владимирович Сапожнин (эст. Vladimir Sapožnin, 26 июля 1906 года, Сумы, Украина — 6 декабря 1996 года, Таллин) — российский, эстонский и советский артист цирка и эстрады, джазовый музыкант, скрипач, танцор, киноактёр, певец. Заслуженный артист Эстонской ССР (1956). Выступал под псевдонимом Боба.

## Биография
Родился в семье артистов цирка, выступавших под фамилией Бояновские.
С пятилетнего возраста сам выступал в цирке, клоун-музыкант, эквилибрист, жонглёр, играл на музыкальных инструментах. По семейному преданию, выступая в Санкт-Петербургском цирке, понравился императору Николаю II, от которого получил в подарок игрушечную деревянную крепость и набор оловянных солдатиков, положивших начало его коллекционированию игрушек (эта коллекция игрушек хранится в Тартуском музее игрушек, а музыкальные инструменты — в Эстонском музее театра и музыки).
В 1920 году поступил в Московскую консерваторию, обучался по классу скрипки. В 1923 году семья переехала в Эстонию. Выступал с семьей, индивидуально, с сестрой Надеждой, а с 1934 по 1948 год — с сестрой Валентиной. Исполнял пародии на Армстронга и Утесова, имитировал джазовые инструменты, исполнял джазовые попурри, играл на концертино, ксилофоне, губной гармошке, губном органе, танцевал степ, пел и говорил на разных языках.
В 1925 году уехал на один год по контракту в Америку. В дальнейшем много гастролировал в разных странах.
В 1936 году экстерном окончил Таллинскую консерваторию по классу скрипки.
Во время Великой Отечественной войны был мобилизован в Красную Армию, попав под бомбёжку, не смог прибыть к месту назначения и снова вернулся в Таллин, где выступал как солист, дирижёр джазового оркестра, выступал в варьете, кабаре.
С 1944 года — солист Эстонской государственной филармонии, выступал как имитатор звуков и мультиинструменталист. Непродолжительное время возглавлял Государственный джаз-оркестр Эстонской ССР (будущий Эстрадный оркестр Эстонского радио), успев выступить с этим коллективом в Москве и Ленинграде, а также записаться на пластинки, которые поступили в продажу лишь в конце 1950-х гг. Впоследствии джазовые критики признавали, что оркестр п/у В. В. Сапожнина был в числе ансамблей, занимавших лидирующие позиции в советском оркестровом джазе середины 1940-х годов, демонстрируя настоящий профессионализм и высокое мастерство в исполнении музыки в стиле свинг. Сам Сапожнин уверенно солировал в стиле Джо Венути и Стефана Грапелли.
В 1980-е годы — популярный солист варьете в Таллине, около 20 лет проработал в «Виру».
В последние годы жизни работал в ЗАГСе и играл в кафе «Москва» на площади Свободы (Вабадусе, 10).
Похоронен в Таллине на Александро-Невском кладбище, комплекс Siselinna kalmistu (участок AN II-2)

## Фильмография
- 1984 Две пары и одиночество (эст. Kaks paari ja üksindus) — знакомый миссис Паркер
- 1972 Вид на жительство — психоаналитик
- 1970 Украли Старого Тоомаса — прохожий в берете, меломан
- 1986 Гонка века

## Известные адреса
Таллин, Вана-Виру, 10

## Семья
Жена — Мария Васильевна, сын — Олег